# Българска гърлица
Гърлица (Limonium bulgaricum), позната още като българска гърлица, e многогодишно тревисто растение с 35 – 50 cm високи цветоносни стъбла.

## Разпространение
Среща се в Дунавската равнина – в долината на р. Студена и нейните притоци в района между Свищов, Павликени и Бяла.

## Опазване
Част от находищата при с. Горна Студена и с. Караманово са включени в защитени местности:
- Защитена местност „Находище на българска гърлица“ е създадена през 2011 г. край с. Горна Студена, общ. Свищов с площ 4.0 хектара.[3]
- Защитена местност „Находище на българска гърлица - с. Караманово“ е създадена през 2013 г., край с. Караманово, общ. Ценово, обл. Русе с площ 1.61 хектара.[4] Местността е в границите на защитена зона по директивата за местообитанията „Студена река“.
- Находището в района на гр. Белене се опазва в защитена местност „Кайкуша“, която е в границите на природен парк „Персина“.